# Feldkapelle (Volkach)

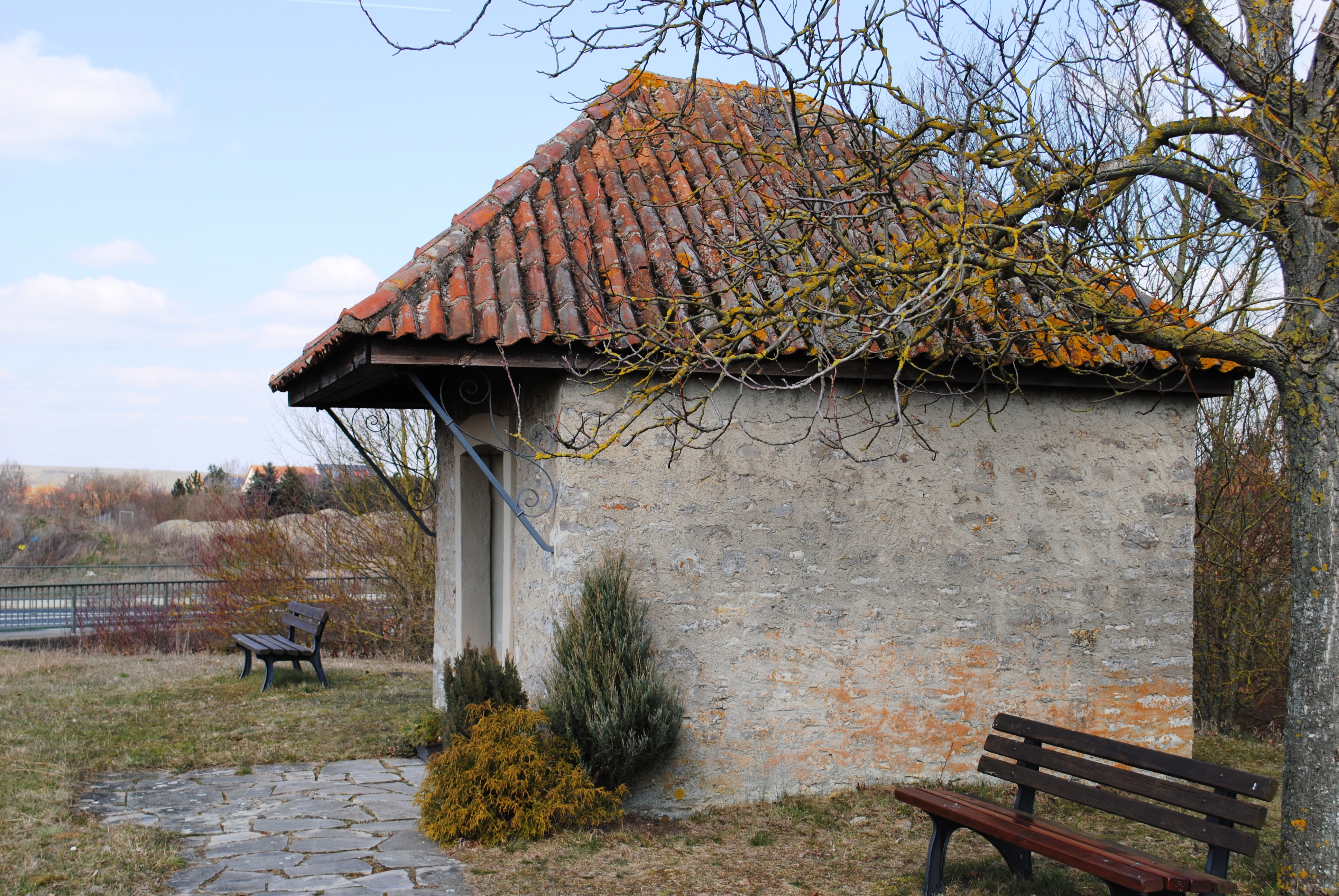
Die Feldkapelle am Rande von Volkach

Eine kleine Feldkapelle befindet sich am Rande der Stadt Volkach am Main. Wanderer aus dem heute eingemeindeten Dimbach erreichten kurz vor der Ankunft in Volkach diese Zuflucht. Heute liegt sie neben der Kreisstraße KT 10 im Flurstück „Steinbruch“.

## Geschichte und Architektur
Die Kapelle geht auf eine Stiftung Georg Karl Schmitts und seiner Frau Sabina zurück. Stiftungsjahr ist 1897. Dies belegt eine Inschrift auf einer Sandsteinplatte, an der rechten Wand der Kapelle: „Die[se] [Kapelle] wurde errichtet/[...] und seiner lieben Mutter Maria/ von Georg Karl Schmitt/ und seiner Ehefrau Sabina/ im Jahr 1897.“
Die Kapelle ist ein verputzter Bruchsteinbau mit einem Pyramidendach. An der Rückwand ist ein Säulenkapitell aus dem Barock eingemauert. Im Inneren befindet sich eine Pietà auf einem Altarsockel. Darunter lautet eine weitere Inschrift: „O Ihr Alle/ die Ihr vorüber gehet am Wege/ wendet und sehet ob ein Schmerz/ sei gleich meinem Schmerze!“
Die Kapelle hat eine Grundfläche von sechs Quadratmetern. Das Bayerische Landesamt für Denkmalpflege verzeichnet die Flurkapelle unter der Denkmalnummer D-6-75-174-153.